# 莫顿数
莫顿数（英語：Morton number，簡稱Mo）是流體力學的無因次量，和厄特沃什数一起描述氣泡或是水滴在流體或是連續相（c）中移動時的外形。莫頓數得名自美國數學家Rose Morton，他和W. L. Haberman在1953年一起描述此物理量。
莫顿数定義為：
{\displaystyle \mathrm {Mo} ={\frac {g\mu _{c}^{4}\,\Delta \rho }{\rho _{c}^{2}\sigma ^{3}}},}
其中：
g為重力加速度
{\displaystyle \mu _{c}}為周圍流體的黏度
{\displaystyle \rho _{c}}為周圍流體的密度
{\displaystyle \Delta \rho }為兩相的密度差
{\displaystyle \sigma }為表面張力係數
針對內部密度小到可以忽略的氣泡，莫顿数可以簡化如下：
{\displaystyle \mathrm {Mo} ={\frac {g\mu _{c}^{4}}{\rho _{c}\sigma ^{3}}}.}
莫頓數可以視為是流體粘滯力和表面張力之間的比例。
莫頓數只和氣泡內部以及氣泡外流體的材料特性有關，和氣泡的大小無關，由於氣泡的大小會隨時間而變化，使用莫頓數可以消除這部分的影響。
莫顿数可以用韋伯數、福祿數和雷諾數定義：
{\displaystyle \mathrm {Mo} ={\frac {\mathrm {We} ^{3}}{\mathrm {Fr} \,\mathrm {Re} ^{4}}}.}
上述的福祿數定義如下：
{\displaystyle \mathrm {Fr} ={\frac {V^{2}}{gd}}}
其中
V為參考速度
d為泡泡或水滴的等效球直徑